# Ernst Wolfgang Orth
Ernst Wolfgang Orth (* 9. August 1936 in Bonn; † 1. März 2024) war ein deutscher Philosoph und Professor für Philosophie an der Universität Trier.

## Leben und Wirken
Nach seinem Studium der Germanistik, Geschichte, Philosophie und Psychologie an den Universitäten in Mainz und Freiburg i. Br. promovierte Orth 1965 in Mainz mit einer Dissertation über die Sprachphilosophie Edmund Husserls und Richard Hönigswalds. Von 1962 bis 1970 war er Wissenschaftlicher Assistent an der Universität Mainz, seit 1970 war er Professor für Philosophie an der Universität Trier. Dort war er von 1975 bis 1979 Vorsitzender der Versammlung der Universität Trier und von 1981 bis 1983 und von 1987 bis 1989 Dekan des Fachbereichs I.
Orth war Gastprofessor an der Penn State University, USA (1983), der Universität Ottawa (Kanada, 1985), der Universität Mailand (Italien, 1989), der Universität Graz (Österreich, 1995) und bei den Neesima Lectures an der Dōshisha-Universität (Kyoto, Japan, 1998). Lehraufträge über Kultur- und Technikphilosophie 1991/92 an der Hochschule in Weimar.
Forschungsgebiete von Ernst Wolfgang Orth waren: Neukantianismus (insbesondere Ernst Cassirer, Richard Hönigswald und Heinrich Rickert), Phänomenologie (Edmund Husserl, Martin Heidegger, Max Scheler), Geschichte und Systematik der Philosophischen Anthropologie (u. a. Hermann Lotze, Helmuth Plessner, Arnold Gehlen), Entwicklung der Geisteswissenschaften und Kulturphilosophie (Wilhelm Dilthey, Georg Simmel), Sprachphilosophie, Begriffsgeschichte, Medienphilosophie, Französische Philosophie, Geschichte der Philosophie des 19. und 20. Jahrhunderts.
Orth war Gründer und Leiter des Philosophischen Forschungsinstituts für Medien und Kultur der Universität Trier und war im Beirat des Humboldt-Studiumzentrums der Universität Ulm. Er gehörte zu den Wissenschaftlichen Beiräten der Deutschen Gesellschaft für phänomenologische Forschung und der Max-Scheler-Gesellschaft, deren Präsident Orth von 2007 bis 2009 war. Von 1978 bis 1983 war er Vizepräsident und von 1983 bis 1987 Präsident der Deutschen Gesellschaft für Phänomenologische Forschung, von 1981 bis 1988 Geschäftsführer der Allgemeinen Gesellschaft für Philosophie in Deutschland, von 1992 bis 2000 Hauptgutachter der Deutschen Forschungsgemeinschaft (DFG) für das Fach Philosophie und von 1995 bis 2000 Vorsitzender des Gutachterausschusses.

## Veröffentlichungen
Monographien
- Bedeutung, Sinn, Gegenstand. Studien zur Sprachphilosophie Edmund Husserls und Richard Hönigswalds. Bouvier Verlag, Bonn 1967 (= Dissertation Mainz 1965)

- Von der Erkenntnistheorie zur Kulturphilosophie. Studien zu Ernst Cassirers Philosophie der symbolischen Formen. (Studien und Materialien zum Neukantianismus, Bd. 8) Königshausen und Neumann, Würzburg 1996, 2., erw. Auflage. 2004, ISBN 3-8260-2944-5.

- Kultur und Organismus. Studien zur Philosophie Richard Hönigswalds. (Abhandlungen zur Philosophie, Psychologie und Pädagogik, Bd. 245) Bouvier Verlag, Bonn 1997, ISBN 3-416-02688-8.

- Natur, Kultur, Zeit. (japanisch/deutsch) Neesima Lectures, Kyoto/Japan. (Edition der Doshisha-Universität) Kyoto 1999.

- Edmund Husserls "Krisis der europäischen Wissenschaften und die transzendentale Phänomenologie". Vernunft und Kultur. Wissenschaftliche Buchgesellschaft, Darmstadt 1999, ISBN 3-534-12002-7. (Japanisch: Koyo Shobo-Verlag, Kyoto 2000)

- Was ist und was heißt „Kultur“? Dimensionen der Kultur und Medialität der menschlichen Orientierung. (Trierer Studien zur Kulturphilosophie, Bd. 4) Königshausen und Neumann, Würzburg 2000, ISBN 3-8260-1908-3.

- Die Spur des Menschen. Kulturanthropologische Betrachtungen zwischen ‚Welt‘ und ‚Krise‘, Würzburg (Königshausen & Neumann) 2014, ISBN 978-3-8260-5516-4

Herausgegebene Bücher (Auswahl)
- Dilthey und die Philosophie der Gegenwart. Verlag Karl Alber, Freiburg i. Br./ München 1985, ISBN 3-495-47572-9.

- mit Hans-Jürg Braun und Helmut Holzhey: Über Ernst Cassirers Philosophie der symbolischen Formen. Suhrkamp Verlag, Frankfurt a. M. 1988, ISBN 3-518-28305-7.

- mit Helmut Holzhey: Neukantianismus. Perspektiven und Probleme. (Studien und Materialien zum Neukantianismus Bd. 1) Königshausen und Neuman, Würzburg 1994, ISBN 3-88479-887-1.

- mit Dariusz Aleksantrowicz: Studien zu Philosophie Richard Hönigswalds. (Studien und Materialien zum Neukantianismus Bd. 7) Königshausen und Neuman, Würzburg 1996, ISBN 3-8260-1155-4.

- mit Ralf Becker: Medien und Kultur. Mediale Weltauffassung. (Trierer Studien zur Kulturphilosophie Bd. 13) Königshausen und Neumann, 2005, ISBN 3-8260-3116-4.

- mit Wolfgang Marx: Hermann Cohen und die Erkenntnistheorie. (Studien und Materialien zum Neukantianismus, Bd. 18) Königshausen und Neumann, Würzburg 2001, ISBN 3-8260-2178-9.

- mit Christian Bermes u. Peter Welsen: Die Kultur des Textes. Studien zur Textualität. (Trierer Studien zur Kulturphilosophie Bd. 16) Königshausen und Neumann, Würzburg 2009, ISBN 978-3-8260-3964-5.

- mit Ralf Becker: Religion und Metaphysik als Dimensionen der Kultur. (Trierer Studien zur Kulturphilosophie Bd. 18) Königshausen und Neumann, Würzburg 2011, ISBN 978-3-8260-4515-8.

Herausgegebene Reihen
- Phänomenologische Forschungen / Phenomenological Studies / Recherches Phénoménologiques. Hrsg. im Auftrag der Deutschen Gesellschaft für phänomenologische Forschung (DFG)
  - Band 1 bis 30. Verlag Karl Alber, Freiburg i. Br./ München 1975 bis 1996.
  - mit Karl-Heinz Lembeck und Karl Mertens: Neue Folge Band 1 bis 10 ff. Felix Meiner Verlag, Hamburg 2001 bis 2010 ff.

- mit Helmut Holzhey: Studien und Materialien zum Neukantianismus. Königshausen & Neumann, Würzburg, 1993 ff. (bis 2008: 26 Bände)

- mit Karl-Heinz Lembeck: Trierer Studien zur Kulturphilosophie. Paradigmen menschlicher Orientierung. Königshausen & Neumann, Würzburg, 1997 ff. (bis 2011: 20 Bände)

- mit Karl-Heinz Lembeck und Hans Rainer Sepp bis 2005: Phänomenologie. Texte und Kontexte. Verlag Karl Alber: Freiburg i. Br. / München 1997 ff. Abteilung Texte: 4 Bände, Abteilung Kontexte: 11 Bände. (Ab 2006 wir die Reihe im Verlag Karl Alber von Jean-Luc Marion, Mario M. Olivetti und Walter Schweidler herausgegeben.)

## Festschrift
- Christian Bermes, Julia Jonas, Karl-Heinz Lembeck (Hrsg.): Die Stellung des Menschen in der Kultur. Festschrift für Ernst Wolfgang Orth zum 65. Geburtstag. (Trierer Studien zur Kulturphilosophie Bd. 7) Königshausen und Neumann, Würzburg 2002, ISBN 3-8260-2232-7.